# Ifeoma Ozoeze
Ifeoma Ozoeze (Bressanone, 13 agosto 1971) è un'ex multiplista italiana.
Vanta in carriera un 15º posto ai Mondiali di Tokyo 1991.
È stata arrestata nel 2008 per tentata estorsione ai danni di un'infermiera di Piove di Sacco. L'ex atleta ha problemi di tossicodipendenza sin dalla morte del fratello.

## Palmarès
| Anno | Manifestazione    | Sede    | Evento     | Risultato | Prestazione | Note                          |
| ---- | ----------------- | ------- | ---------- | --------- | ----------- | ----------------------------- |
| 1988 | Mondiali juniores | Sudbury | Eptathlon  | dnf       | dnf         |                               |
| 1990 | Mondiali juniores | Plovdiv | Eptathlon  | dnf       | dnf         |                               |
| 1991 | Mondiali          | Tokyo   | Eptathlon  | 15ª       | 6 056 p.    | Miglior prestazione personale |
| 1992 | Europei indoor    | Genova  | Pentathlon | 8ª        | 4 137 p.    |                               |

## Campionati nazionali
- 1 volta campionessa nazionale assoluta dell'eptathlon (1990)
- 3 volte campionessa nazionale assoluta indoor del pentathlon (1989, 1991, 1992)